# Arnaldo Baptista
Arnaldo Baptista är en brasiliansk musiker, känd från tropicalismogruppen Os Mutantes. Han bildade gruppen 1966 med sin bror Sérgio Dias och Rita Lee. Han lämnade gruppen 1973, dels på grund av att han inte kom överens med de andra medlemmarna i gruppen, men även på grund av ett missbruk av LSD. Efter att han lämnade Os Mutantes satsade han på en solokarriär och debuterade med albumet Loki? 1974. Han spelade även in två album med Patrulha do Espaço.

## Diskografi

### Med Os Mutantes
- 1968 – Os Mutantes
- 1969 – Mutantes
- 1970 – A Divina Comédia ou Ando Meio Desligado
- 1971 – Jardim Elétrico
- 1972 – Mutantes e Seus Cometas no País do Baurets
- 1992 – O A e o Z
- 2000 – Tecnicolor

### Med Patrulha do Espaço
- 1988 – Elo Perdido
- 1988 – Faremos uma Noitada Excelente

### Solo
- 1974 – Loki?
- 1982 – Singin’ Alone
- 1987 – Disco Voador
- 2004 – Let it Bed